# 阿武喜美子
阿武 喜美子（あんの きみこ、1910年2月17日 - 2009年10月10日）は、日本の化学者、専門は生物化学。新しいムコ多糖類を多数発見し、その化学構造を決定した。キシリツト及びキシリタンに関する研究で農学博士（東京大学）（1949年）。東京女子高等師範学校教授、オハイオ州立大学客員研究員、お茶の水女子大学教授を歴任。

## 来歴
山口県生まれ。東京女子高等師範学校（1932年卒）を経て、1937年東京文理科大学化学科卒。1938年東京帝国大学大学院への入学が許可され、日本初の女性大学院生となった。1943年 東京帝国大学大学院修了（女性としては東大初）。1944年母校の東京女子高等師範学校教授。1950年 - 1953年、オハイオ州立大学客員研究員として渡米し、M.L.ウォルフロム教授のもとで研究。当初1年間の予定であったが、3年半に渡って炭水化物化学の研究に従事し、同校の理学部化学科生物化学講座を担当した。帰国後、1953年お茶の水女子大学理学部化学科教授として生物化学を担当し、1973年理学部長、1975年名誉教授。1975年 - 1984年には、北里大学の客員教授を務めた。1966 - 1979年には日本婦人科学者の会（現日本女性科学者の会）の初代会長をはじめ、日本結合組織学会会頭、日本農芸化学会評議員なども務め、日本の女性科学者の草分けの一人であり、また、女性研究者の育成にも尽力した。

## 受賞歴
日本女性科学者の会(SJWS)功労賞

## 著作リスト
- 『家事理化学 訂7版 』（1950）全国書誌番号:51006653
- 『ケミカルテーブル 改訂』（1954）木村都との共著全国書誌番号:51000453
- 『生活の理化学』（1957）全国書誌番号:57007103
- 『糖化学の基礎』（1984）ISBN 4-06-139547-5
- 『生活科学』（1992）ISBN 4-332-32001-8

## 関連文献
- HKW（制作・著作）『阿武喜美子 科学の世界に挑む』大阪府男女共同参画推進財団〈Women pioneers 女性先駆者たち 6〉、2011年。 NCID BB06376189。
  - DVD。出演 - 阿武喜美子、縫田曄子、制作協力 - 織田暁子、インタビュー収録 - 1976年